# Бої за Луганський аеропорт
Бої за Луганський аеропорт — бойові дії, що точилися у 2014 році під час війни на сході України за встановлення контролю над летовищем Луганського міжнародного аеропорту. Українські десантники тримали оборону аеропорту з квітня 2014 року у повному оточенні без наземного сполучення. У липні українські війська пробили дорогу до летовища, розблокувавши його.
Внаслідок серпневого наступу російських регулярних військ аеропорт повторно потрапив у оточення. Його будівлі були вщент зруйновані російською артилерією. У ніч на 1 вересня 2014 року українські захисники вийшли з руїн аеропорту, після 146 днів його оборони.

## Передумови
Міжнародний аеропорт «Луганськ» розташований на південь від міста Луганська, на відстані 9 км від міської межі (мікрорайон Видний). З початком ескалації проросійських виступів на сході України, коли 6 квітня було захоплене Луганське СБУ, а 7 квітня — проголошено створення ДНР та ХНР, заради недопущення захоплення аеропорту, що могло надалі вилитися у перекидання військових сил РФ повітряним шляхом або появи у «ополчення» військової авіації, до аеропорту були перекинуті з'єднання аеромобільних військ України.

| Маючи кримський досвід, коли в першу чергу російські війська захоплювали аеродроми, я дав команду за будь-яку ціну утримувати донецький, луганський та маріупольский аеродроми. Інакше б у бойовиків не тільки танки були, але й авіація з'явилася.Оригінальний текст (рос.) Имея крымский опыт, когда в первую очередь российские войска захватывали аэродромы, я дал команду любой ценой удерживать донецкий, луганский и мариупольский аэродромы. Иначе у боевиков бы не только танки были, но и авиация появилась. |
| — Олександр Турчинов |

О 1:00 ночі 8 квітня десантники львівської 80-ї аеромобільної бригади отримали наказ взяти під охорону аеропорт. Одна аеромобільна рота (10 одиниць БТР-80) здійснили 400-кілометровий марш і о 13:00 того ж дня зайняла аеропорт.

## Хід подій
11 червня 2014 року у зв'язку з бойовими діями аеропорт був закритий.
14 червня 2014 року до аеропорту прямував черговий конвой транспортних літаків — 3 борти Іл-76. Перший Іл-76 вдало здійснив посадку, а при спробі другого Іл-76 сісти, він був підбитий проросійськими бойовиками. Третій літак змінив курс і повернувся назад, після чого авіасполучення з аеропортом було припинене.
Після припинення авіасполучення, станом на 14 червня 2014 року, в аеропорту перебувало 16 БТР-80, 7 БМД-2, 6 мінометів 120 калібру, 6 одиниць Зу-23-2 та декілька ГАЗ-66, і 350—370 бійців особового складу. Українське угруповання військ знаходилося в повному оточенні. Це були підрозділи 80-ї бригади, інженерно-саперна рота, частина розвідувальної роти 1 ОТБр, зведена рота 25-ї окремої повітрянодесантної бригади.
6 липня проросійські бойовики вперше обстріляли установками «Град» будівлю аеропорту і його захисників.

### Деблокада аеропорту
У середині липня 2014 року командування сектору «А» ухвалило рішення про розблокування Луганського аеропорту. Пробиття коридору дозволило забезпечити захисникам аеропорту постачання боєприпасів та продовольства та розширити контрольовану зону безпеки, а надалі — і оточити сам Луганськ.
13 липня о 4:00 ранку колона військ Збройних сил України вийшла зі Щастя і, подолавши 75 км, мала дістатися аеропорту.
Були сформовані два рейдових загони. Перший, під командуванням полковника Андрія Ковальчука, мав підрозділи 80-ї бригади, механізовану роту 128-ї окремої гірсько-піхотної бригади і танкову роту 1-ї танкової бригади. Другий рейдовий загін мав йти одразу за першим — це була 3-тя батальйонна тактична група 80-ї бригади під командуванням заступника командира бригади полковника Володимира Шворака. Маршрут прокладався польовими дорогами, спеціально уникаючи великих населених пунктів, які на той час контролювалися проросійськими угрупованнями.
В авангарді сил, які мали пробити шлях, знаходився загін 8-го полку спецпризначення. 24 спецпризначенці мали 3 БТР, і були також посилені двома танками. Під час висування виявилося, що спланований у штабі маршрут колони пролягав через с. Сабівка, через слабкий 5-тонний міст, що не витримав би ні танк, ні САУ. Було ухвалене рішення наводити понтонний міст через річку. Інженери витратили близько 40 хвилин, проте так і не змогли навести переправу. Рейдовий загін простояв понад годину без руху, і цього часу вистачило щоб по позиціям українських сил бойовики завдали удар РСЗВ Град. Залп був неточним, ліг з перельотом, проте другий рейдовий загін на чолі зі Швораком повернувся назад, маючи кількох чоловік пораненими. Перший загін продовжив виконання завдання, змінивши маршрут і використавши інший міст неподалік.
Неподалік аеропорту, при переїзді через естакаду в районі с. Розкішне, колона потрапила у засідку. Бронетранспортер у голові колони був підбитий проросійськими силами і загорівся, заблокувавши колону із 40 одиниць української техніки на автотрасі. Голова колони знаходилася на узвишші естакади над навколишнім рельєфом, але хвіст перебував в улоговині між двох пагорбів. Колона годину стояла в ущелині, і по ним вже почали пристрілювати міномет, поки за наказом Андрія Ковальчука танк не скинув рештки бронетранспортера вбік, розблокувавши шлях колоні далі. Під час бою танк «Булат» 1 ОТБр, під керівництвом Олександра Мороза і з навідником Федором Матюшею, що був в голові колони разом із спецпризначенцями, дістав два влучання — від другого він зайнявся, палаючий танк пішов далеко в поле, механік-водій Сергій Дусь загинув. Колона після естакади повернула праворуч і пішла далі, а двоє членів екіпажу покинули спалений танк і за вказівками полковника Анатолія Таранюка полями вийшли до аеропорту. У бою загинули 4 артилеристи 80-ї бригади: вони були у вантажівці, яка вибухнула неподалік БТРа. Андрій Ковальчук дістав поранення у руку.
Колона дісталася аеропорту вночі, а вже до ранку 14 липня аеропорт зазнав сильного удару системами залпового вогню бойовиків, і станом на 9 ранку переважна більшість автотехніки згоріла. Ситуація в аеропорту значно погіршувалася і десантники опинилися у скрутному становищі, проте 20 липня українські війська у секторі силами 24-ї механізованої бригади і батальйону «Айдар» почали великий наступ під Луганськом, звільнивши серію населених пунктів — Георгіївку, Новосвітлівку, Хрящувате.
20 липня 2014 року група 8-го полку спецпризначення на двох «Уралах» під керівництвом майора Олександра Петраківського забезпечувала проходження військової колони техніки ЗСУ та сил батальйону «Айдар» до Луганського аеропорту. Один з «Уралів», з групою бійців чисельністю 14 чоловік, під керівництвом Петраківського, потрапив у засідку: вантажівку обстріляли з двох сторін. Машина не зупинилася, бійці відстрілювалися на ходу, пролетівши крізь ворожий блокпост і скосивши вогнем бойовиків. Проте у групи з'явилися втрати: Андрій Василишин зазнав смертельного поранення, був поранений кулеметник. Коли «Урал» зупинився, група зайняла кругову оборону, проте їх почали обстрілювати з міномета. Одна з мін влучила в кабіну автомобіля, уламками поранило значну частину бійців. Поранень в голову зазнав і командир групи, Олександр Петраківський, проте продовжив керувати боєм. Під час бою зазнав поранення і Павло Ільчук, якого не змогли врятувати. Всього бій тривав 5 годин, до затиснутих вогнем спецпризначенців змогла прорватися група евакуації на БТР і «Уралі».

### Вторгнення російських регулярних військ
16 серпня 2014 року, під Красним, відбувся бій, в якому на боці проросійських бойовиків виступили кадрові російські підрозділи. Бійці 80 ОАеМБр помітили штурмову групу десантників в уніфікованій амуніції, що злагоджено рухались у бойових порядках за трьома одиницями БТР. Зробивши запит на вогонь мінометної батареї 128-ї бригади, бійці коригували вогонь, вдало накривши 2 бронетранспортери. Супротивник відступив до лісу, але вогонь українських мінометів дістав їх і там, спричинивши детонацію.
Після цього позиції українських військ були визначені противником — по них був нанесений артилерійський удар з БМ-21 «Град». Одна з ракет влучила у бліндаж, де загинуло 9 десантників 80-ї бригади і танкіст 24-ї бригади.
17 серпня на одній з висот поранено Вадима Сухаревського, командира роти 80 ОАеМБр.
За кілька днів до 31 серпня проросійські сили спробували взяти штурмом український опорний пункт, ймовірно 128-ї бригади, у семи кілометрах на схід від аеропорту, неподалік Новоганнівки, силами щонайменше 3-х бронетранспортерів за підтримки піхоти. Штурм зняли на відео — підрозділи батальйону «Заря» у бойових порядках рухались з бронетранспортерами, що були передані з 23-ї мотострілецької бригади (БТРи мали тактичне маркування бригади і типовий великий напис «ЛНР» на кормі) і зазнали контратаки українського танку, який підбив 2 бронетранспортери.

### Відхід з аеропорту
На кінець серпня 2014 року у секторі знаходилося 1,5—2 тис. українських військових. Безпосередньо аеропорт тримали близько 300—400 десантників, без артилерії.
В результаті наступу регулярних російських військ, оперативна група захисників аеропорту потрапила в оточення. Під аеропортом діяли сили з'єднань 104-го десантно-штурмового полку, 136-ї мотострілецької бригади і 200-ї мотострілецької бригади РФ. Підтримку їм надавали бійці 3-ї бригади спецпризначення РФ.
Свідчення українських десантників, зокрема Вадима Сухаревського, пізніше підтвердились аналізами ІнформНапалм та Bellingcat — у боях за Луганський аеропорт 136-та мотострілецька бригада використовувала танки Т-90А. Підрозділи 200-ї мотострілецької бригади здійснювали штурм на танках Т-72Б3.
Остаточний штурм аеропорту відбувся 31 серпня. В той день, з самого ранку, до роти українських танків організовано пішли з позицій у аеропорту, залишивши десантників без підтримки. Російська бронетехніка викотилася на злітну смугу, підійшла до залишків укріплень і терміналу аеропорту, слідом йшла піхота. Проте зачистку приміщень робити не наважувалися. З початку дня десантники втратили 13 чоловік загиблими. Андрій Ковальчук, командир 80-ї бригади, сам перебуваючи в аеропорту, зробив запит командуванню на завдання артилерійського удару по позиціях аеропорту. Завдяки роботі української артилерії бронетехніка і жива сила супротивника відійшли. Українські десантники вийшли з аеропорту в ніч на 1 вересня, здійснивши піший марш на 17 кілометрів під покровом ночі.
- 1 вересня 2014 речник АТО повідомив про вихід українських військ з аеропорту.[31] За словами Лисенка, при виході десантники знищили 2—7 бронетранспортерів та танків.[32][33][34]

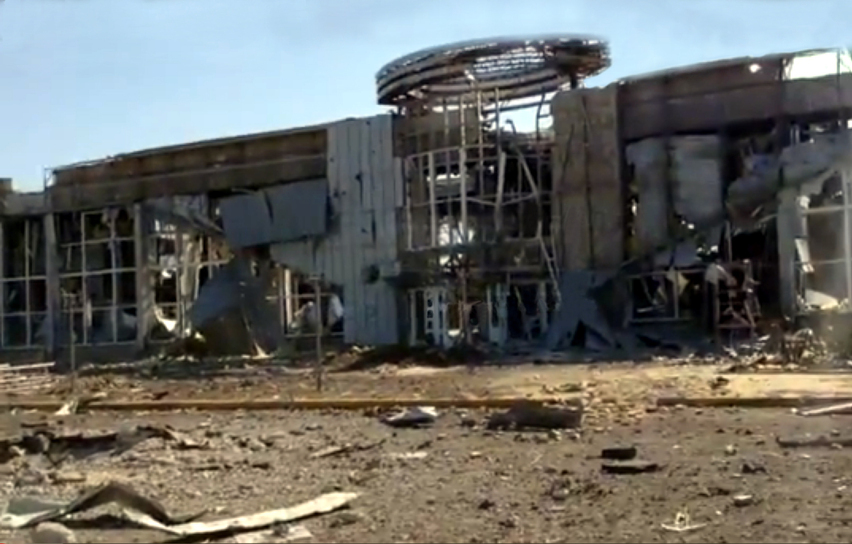
Руїни терміналу Луганського аеропорту. 4 вересня 2014.

Під час штурму аеропорту російські війська використали самохідні міномети великої потужності 2С4 «Тюльпан» калібру 240 мм. За словами міністра оборони Валерія Гелетея, ці важкі міномети завдали двох ударів по аеропорту. Два міномети «Тюльпан» зафіксовані на фото поряд з військовослужбовцями 15-ї мотострілецької бригади РФ, які позували біля колони з військовою технікою з написами «ЛНР».
Подібні міномети здатні вести вогонь тактичними ядерними боєприпасами надмалої потужності, і за словами міністра, ймовірність застосування таких боєприпасів Росією є, але перевірити це неможливо через втрачений контроль над аеропортом:

| Моя нещодавня заява щодо можливого застосування російськими військами ядерних боєприпасів проти сил АТО, була пов'язана з наявною на той час інформацією про те, що Росія завезла на територію Луганської області, та використовує проти українських військовослужбовців самохідні міномети 2С4 «Тюльпан». Особливістю цієї потужної зброї є те, що окрім фугасних та активно-реактивних мін, самохідний міномет може вести вогонь надмалими ядерними боєприпасами потужністю менше 1 кт. Перевірити, чи застосовувався ядерний, або інші невідомі нам боєприпаси об'ємної дії, можуть лише відповідні фахівці, на озброєнні яких є спеціальне обладнання, що дозволить зокрема перевірити радіаційний фон місцевості. На превеликий жаль, зараз ми не можемо цього зробити оскільки луганський аеропорт на теперішній час контролюють терористи та російські військовослужбовці. |
| — Валерій Гелетей, 20 вересня 2014 |

## Наслідки та пов'язані події
22 липня 2015 року інформаційні ресурси організації ЛНР розповсюдили звістку, що під час розкопок завалів під Луганським аеропортом виявлений склад американської зброї. На відео продемонстровано нібито армійські ящики і американський ПЗРК системи «Стінгер». В результаті аналізу відео встановлено, що продемонстрований зразок є грубим макетом зброї, неякісно звареним з труб, а маркування на ньому взяті з відеогри Battlefield 3, включно з ідентифікаційним номером і помилкою в тексті. Фейк розповсюджений російськими ЗМІ, зокрема агентствами РИА Новости та «ТВ-Звезда».
У листопаді 2017 року заступник міністра юстиції Іван Ліщина заявив, що прикордонна служба України зафіксувала запуски тактичних ракет «Точка» з території Росії. Ці обстріли, за його словами, знищили аеропорт. Ліщина також повідомив, що прикордонники свідчили про обстріли авіаційними ракетами з російських гелікоптерів.

## Вшанування
У 2016 році започатковано відзнаку — нагрудний знак «За оборону Луганського аеропорту».
В травні 2016 року у Львові пройшла церемонія нагородження військовослужбовців 80-ї аеромобільної бригади за оборону Луганського аеропорту. 47 із них — посмертно.

## Матеріали
- Анатолій Шара, 80-та аеромобільна. Невідомий подвиг оборони Луганського аеропорту [Архівовано 14 грудня 2015 у Wayback Machine.] // Український тиждень, 6 грудня 2015
- Серг Марко, Луганский аэропорт — аэропорт, которого не было [Архівовано 16 серпня 2019 у Wayback Machine.](рос.) // Петр и Мазепа, 22 липня 2015
- Юрій Бутусов, 80-я аэромобильная бригада вступает в бой с российскими войсками под Луганском. [Архівовано 16 серпня 2019 у Wayback Machine.](рос.) // Цензор.нет, 18 серпня 2015
- Михайло Жирохов, Битва за Луганский аэропорт. Как это было [Архівовано 28 серпня 2016 у Wayback Machine.](рос.) // 24 червня 2016
- Дмитро Путята, Злочин і кара. Деблокада Луганського аеропорту [Архівовано 7 грудня 2016 у Wayback Machine.] // livejournal, 3 грудня 2016
- DajeyPetros, Google Earth відзняв атаку російської армії на Луганський аеропорт 31 серпня [Архівовано 20 квітня 2017 у Wayback Machine.](англ.) // blogspot, 2015
- Останній день, коли Луганський аеропорт був українським [Архівовано 23 жовтня 2017 у Wayback Machine.] // Depo, 1 вересня 2016
- Сергій Глотов, Тетяна Попітіч, Тарас Грень, Анастасія Воронова, Анастасія Горова, До річниці початку АТО та оборони Луганського аеропорту: як це було [Архівовано 23 квітня 2021 у Wayback Machine.] // Форпост Львів, 11 квітня 2018
- Видаль Сорокин, Метка «За помощь ВСУ». Список расстрелянных мирных жителей во время боев вокруг Луганского аэропорта [Архівовано 19 березня 2022 у Wayback Machine.](рос.) // Medium, 13 серпня 2018
- Нові фото з Луганського аеропорту за серпень-вересень 2014-го року. mil.in.ua. Український мілітарний портал. 23 червня 2019. Архів оригіналу за 23 червня 2019. Процитовано 22 червня 2019.

### Відео
Документальне:
- Кіборги Луганського аеропорту. 1 частина [Архівовано 17 серпня 2017 у Wayback Machine.] // Телеканал 2+2, 7 квітня 2016
- Кіборги Луганського аеропорту. 2 частина [Архівовано 28 липня 2017 у Wayback Machine.] // Телеканал 2+2, 8 квітня 2016
- Луганський форпост [Архівовано 25 березня 2021 у Wayback Machine.] (дзеркало [Архівовано 10 березня 2020 у Wayback Machine.]) // For-Post, 1+1 2018